# Survivor (émission de télévision)
 (décembre 2017).
Si vous disposez d'ouvrages ou d'articles de référence ou si vous connaissez des sites web de qualité traitant du thème abordé ici, merci de compléter l'article en donnant les références utiles à sa vérifiabilité et en les liant à la section « Notes et références ».
Pour les articles homonymes, voir Survivor.
Survivor est une émission de télé réalité produite dans de nombreux pays du monde. Le principe a été créé en 1992 par Charlie Parsons et diffusé la première fois en Suède en 1997 sous le nom de Expédition Robinson (en). Le but est d'être le dernier candidat dans le jeu après avoir surmonté des épreuves où les participants doivent montrer le plus d'endurance et de résistance. Ce concept d'émission a été adapté en France sous le nom de Koh-Lanta, pour la simple raison que la première saison en 2001 s'est déroulée sur l'île du même nom.

## Aux États-Unis
La version américaine est produite par Mark Burnett et présentée par Jeff Probst (animateur et journaliste). Elle est diffusée sur la chaine américaine CBS. Le générique a été composé par Russ Landau. Un chèque d'un million de dollars est remis au vainqueur.
La base du jeu est la même que Koh-Lanta : on retrouve les tribus séparées pour la première partie du jeu et une réunification, avec dans chaque épisode les jeux de confort et les épreuves d'immunité. Mais au cours des saisons, les règles du jeu ont su évoluer pour continuer à produire une émission sans trop d'effet de déjà-vu.
L'émission a longtemps été réservée aux ressortissants américains. Cependant, à partir de la saison 39, les personnes de nationalité canadienne peuvent également participer à l'émission.

### Différences notables
- Les lieux — Survivor a utilisé des régions du monde plus variées (et pas tout le temps des plages ou une île abandonnée), comme la Chine, le Guatemala, l'Afrique ou l'Amazonie. Lorsque c'est possible, le thème général (épreuves, récompenses, décoration du Conseil...) reprend l'histoire du lieu ou ses traditions : pour la saison 7 aux Pearl Islands, le thème était les pirates car elles leur servaient de repaire des années auparavant.
- Le totem d'immunité — Celui-ci est différent toutes les saisons, suivant le thème de la saison. Il peut éventuellement prendre d'autres formes, comme dans la saison 7 au Panama où il s'agissait d'un sabre et de son fourreau ou dans la saison 14 aux Fidji : une hache ornée de crânes et d'ossements. Après la réunification, le totem est abandonné et remplacé par un collier d'immunité.
- Réunification — Il n'y a pas d'ambassadeurs. Les tribus se réunissent en général autour d'un festin au cours duquel ils devront choisir un nouveau nom de tribu et peindre leur bannière.
- Enchères — Lors de certaines saisons, une épreuve de confort est remplacée par une séance de ventes aux enchères : tous les candidats reçoivent la même somme d'argent, qu'ils peuvent utiliser pour acheter de la nourriture, des objets de confort, des lettres de leurs proches, ou encore un avantage dans le jeu (indice sur l'emplacement d'une idole d'immunité, avantage pour la prochaine épreuve d'immunité...). Certains objets sont cachés et ne sont révélés qu'une fois achetés, et peuvent parfois être un malus pour l'acheteur.
- Visite des proches — Dans certaines saisons, durant la visite des proches, les visiteurs devaient participer à l'épreuve avec leur candidat dans l'espoir de gagner le droit de passer du temps avec eux,
- Éliminations — Il n'y a aucune épreuve éliminatoire : tous les départs des candidats, sauf abandon, se font au conseil (à l'exception de la saison 10, où les deux candidats non choisis pour intégrer l'une des deux équipes ont été éliminés directement). De plus, les abandons ne sont pas remplacés, et de ce fait toutes les éliminations sont définitives, sauf en cas de règle spécifique de la saison (tribu des éliminés dans la saison 7, île de la rédemption dans les saisons 22, 23 et 27, île de l'extinction dans les saisons 38 et 40). Lors de la finale, les épreuves d'immunité et conseils se poursuivent jusqu'à ce qu'il ne reste que deux ou trois candidats, le nombre de candidats présents au conseil final variant selon les saisons.

### Saisons
| Saison | Saison                                    | Lieu                                                | Diffusion                             | Vainqueur                   |
| ------ | ----------------------------------------- | --------------------------------------------------- | ------------------------------------- | --------------------------- |
| 1      | Survivor: Borneo                          | Malaisie, Sabah, île de Pulau Tiga                  | Du 31 mai au 23 août 2000             | Richard Hatch               |
| 2      | Survivor: The Australian Outback          | Australie, Queensland, Herbert River                | Du 28 janvier au 3 mai 2001           | Tina Wesson                 |
| 3      | Survivor: Africa                          | Kenya, réserve nationale de Shaba                   | Du 11 octobre 2001 au 10 janvier 2002 | Ethan Zohn                  |
| 4      | Survivor: Marquesas                       | Polynésie française, Marquises, île de Nuku Hiva    | Du 28 février au 19 mai 2002          | Vecepia Towery              |
| 5      | Survivor: Thailand                        | Thaïlande, Satun, île de Ko Tarutao                 | Du 19 septembre au 19 décembre 2002   | Brian Heidik                |
| 6      | Survivor: The Amazon                      | Brésil, Amazonie, Rio Negro                         | Du 13 février au 11 mai 2003          | Jenna Morasca               |
| 7      | Survivor : Pearl Islands                  | Panama, archipel des Perles                         | Du 18 septembre au 14 décembre 2003   | Sandra Diaz-Twine           |
| 8      | Survivor: All-Stars                       | Panama, archipel des Perles                         | Du 1er février au 9 mai 2004          | Amber Brkich                |
| 9      | Survivor: Vanuatu                         | Vanuatu, Shéfa, île d'Éfaté                         | Du 16 septembre au 12 décembre 2004   | Chris Daugherty             |
| 10     | Survivor: Palau                           | Palaos, archipel de Koror                           | Du 17 février au 15 mai 2005          | Tom Westman                 |
| 11     | Survivor: Guatemala                       | Guatemala, Petén, parc national Yaxhá-Nakum-Naranjo | Du 15 septembre au 11 décembre 2005   | Danielle "Danni" Boatwright |
| 12     | Survivor: Panama                          | Panama, archipel des Perles                         | Du 2 février au 14 mai 2006           | Aras Baskauskas             |
| 13     | Survivor: Cook Islands                    | Îles Cook, île d'Aitutaki                           | Du 14 septembre au 17 décembre 2006   | Yul Kwon                    |
| 14     | Survivor: Fiji                            | Fidji, île de Vanua Levu                            | Du 8 février au 13 mai 2007           | Earl Cole                   |
| 15     | Survivor: China                           | Chine, Jiujiang, lac de Zhelin                      | Du 20 septembre au 16 décembre 2007   | Todd Herzog                 |
| 16     | Survivor: Micronesia                      | Palaos, archipel de Koror                           | Du 7 février au 11 mai 2008           | Parvati Shallow             |
| 17     | Survivor: Gabon                           | Gabon, Estuaire, réserve de Wonga-Wongue            | Du 25 septembre au 14 décembre 2008   | Robert « Bob » Crowley      |
| 18     | Survivor: Tocantins                       | Brésil, Tocantins, parc de Jalapão                  | Du 12 février au 17 mai 2009          | James « J.T. » Thomas Jr.   |
| 19     | Survivor: Samoa                           | Samoa, île d'Upolu                                  | Du 17 septembre au 20 décembre 2009   | Natalie White               |
| 20     | Survivor: Heroes vs. Villains             | Samoa, île d'Upolu                                  | Du 11 février au 16 mai 2010          | Sandra Diaz-Twine           |
| 21     | Survivor: Nicaragua                       | Nicaragua, Rivas, San Juan del Sur                  | Du 15 septembre au 19 décembre 2010   | Jud « Fabio » Birza         |
| 22     | Survivor: Redemption Island               | Nicaragua, Rivas, San Juan del Sur                  | Du 16 février au 15 mai 2011          | Rob Mariano                 |
| 23     | Survivor: South Pacific                   | Samoa, île d'Upolu                                  | Du 14 septembre au 18 décembre 2011   | Sophie Clarke               |
| 24     | Survivor: One World                       | Samoa, île d'Upolu                                  | Du 15 février au 13 mai 2012          | Kim Spradlin                |
| 25     | Survivor: Philippines                     | Philippines, Camarines Sur, péninsule de Caramoan   | Du 19 septembre au 16 décembre 2012   | Denise Stapley              |
| 26     | Survivor: Caramoan                        | Philippines, Camarines Sur, péninsule de Caramoan   | Du 13 février au 12 mai 2013          | John Cochran                |
| 27     | Survivor: Blood vs. Water                 | Philippines, Cagayan, île de Palaui                 | Du 18 septembre au 15 décembre 2013   | Tyson Apostol               |
| 28     | Survivor: Cagayan                         | Philippines, Cagayan, île de Palaui                 | Du 26 février au 21 mai 2014          | Tony Vlachos                |
| 29     | Survivor: San Juan del Sur                | Nicaragua, Rivas, San Juan del Sur                  | Du 24 septembre au 17 décembre 2014   | Natalie Anderson            |
| 30     | Survivor: Worlds Apart                    | Nicaragua, Rivas, San Juan del Sur                  | Du 25 février au 20 mai 2015          | Mike Holloway               |
| 31     | Survivor: Cambodia                        | Cambodge, Preah Sihanouk, île de Koh Rong           | Du 23 septembre au 16 décembre 2015   | Jeremy Collins              |
| 32     | Survivor: Kaôh Rōng                       | Cambodge, Preah Sihanouk, île de Koh Rong           | Du 17 février au 18 mai 2016          | Michele Fitzgerald          |
| 33     | Survivor: Millennials vs. Gen X           | Fidji, archipel de Mamanuca                         | Du 21 septembre au 14 décembre 2016   | Adam Klein                  |
| 34     | Survivor: Game Changers                   | Fidji, archipel de Mamanuca                         | Du 8 mars au 24 mai 2017              | Sarah Lacina                |
| 35     | Survivor: Heroes vs. Healers vs. Hustlers | Fidji, archipel de Mamanuca                         | Du 27 septembre au 20 décembre 2017   | Ben Driebergen              |
| 36     | Survivor: Ghost Island                    | Fidji, archipel de Mamanuca                         | Du 28 février au 23 mai 2018          | Wendell Holland             |
| 37     | Survivor: David vs. Goliath               | Fidji, archipel de Mamanuca                         | Du 26 septembre au 19 décembre 2018   | Nick Wilson                 |
| 38     | Survivor: Edge of Extinction              | Fidji, archipel de Mamanuca                         | Du 20 février au 15 mai 2019          | Chris Underwood             |
| 39     | Survivor: Island of the Idols             | Fidji, archipel de Mamanuca                         | Du 25 septembre au 18 décembre 2019   | Tommy Sheehan               |
| 40     | Survivor: Winners at War                  | Fidji, archipel de Mamanuca                         | Du 12 février au 13 mai 2020          | Tony Vlachos                |
| 41     | Survivor 41                               | Fidji, archipel de Mamanuca                         | Du 22 septembre au 15 décembre 2021   | Erika Casupanan             |
| 42     | Survivor 42                               | Fidji, archipel de Mamanuca                         | Du 9 mars au 25 mai 2022              | Maryanne Oketch             |
| 43     | Survivor 43                               | Fidji, archipel de Mamanuca                         | Du 21 septembre au 14 décembre 2022   | Mike Gabler                 |
| 44     | Survivor 44                               | Fidji, archipel de Mamanuca                         | Du 1er mars au 24 mai 2023            | Yamil « Yam Yam » Arocho    |
| 45     | Survivor 45                               | Fidji, archipel de Mamanuca                         | Du 27 septembre au 20 décembre 2023   | Dianelys « Dee » Valladares |
| 46     | Survivor 46                               | Fidji, archipel de Mamanuca                         | Du 28 février au 22 mai 2024          | Kenzie Petty                |
| 47     | Survivor 47                               | Fidji, archipel de Mamanuca                         | Du 18 septembre au 18 décembre 2024   | Rachel LaMont               |

### Lieux
La version américaine de Survivor a été tournée dans de nombreuses régions du monde depuis la première saison, favorisant la chaleur et les climats tropicaux.
| Continent         | Pays (Saison) | Total |
| ----------------- | --- | ----- |
| Afrique           | Kenya (3), Gabon (17) | 2     |
| Amérique centrale | Panama (7, 8, 12), Guatemala (11), Nicaragua (21, 22, 29, 30)                                                                     | 8     |
| Amérique du Sud   | Brésil (6, 18) | 2     |
| Asie              | Malaisie (1), Thaïlande (5), Chine (15), Philippines (25 – 28), Cambodge (31, 32)                                                 | 9     |
| Océanie           | Australie (2), Polynésie française (4), Vanuatu (9), Palaos (10, 16), Îles Cook (13), Fidji (14, 33 – 48), Samoa (19, 20, 23, 24) | 19    |

### Organisation des équipes
| Saison | Conception | Notes |
| ------ | --- | --- |
| 1      | Deux équipes de 8 conçues par la production, en respectant la parité hommes-femmes. | |
| 2      | Deux équipes de 8 conçues par la production, en respectant la parité hommes-femmes. | |
| 3      | Deux équipes de 8 conçues par la production, en respectant la parité hommes-femmes. | Lors de l'épisode 5, trois membres de chaque équipe ont intégré l'équipe adverse. |
| 4      | Deux équipes de 8 conçues par la production, en respectant la parité hommes-femmes. | Lors de l'épisode 4, un tirage au sort a redéfini les deux équipes, en conservant le nombre de candidats dans chacune d'elles. |
| 5      | Deux équipes de 8 conçues par l'homme et la femme les plus âgés, en respectant la parité. | Lors de l'épisode 5, Jeff Probst propose à tous les candidats de changer d'équipe s'ils le souhaitent. Aucun candidat ne saisit l'occasion. Lors de l'épisode 7, les deux tribus sont amenées à vivre sur le même camp, sans pour autant être réunifiées. |
| 6      | Une équipe de 8 femmes contre une équipe de 8 hommes. | Lors de l'épisode 5, deux nouvelles équipes mixtes sont créées par l'homme et la femme les plus jeunes encore en jeu. |
| 7      | Deux équipes de 8 conçues par la production, en respectant la parité. | Lors de l'épisode 7, les six candidats éliminés jusqu'alors reviennent en tant que troisième équipe. Après avoir remporté une épreuve d'immunité spéciale, ils désignent alors deux candidats parmi eux qui réintègreront le jeu de manière permanente. |
| 8      | Trois équipes de 6 anciens candidats, conçues par la production, en respectant la parité. | Lors de l'épisode 5, une tribu est dissoute et ses membres sont répartis entre les deux tribus restantes. Lors de l'épisode 9, un tirage au sort redistribue les deux équipes. |
| 9      | Une équipe de 9 femmes contre une équipe de 9 hommes. | Lors de l'épisode 5, chaque tribu désigne un « chef » qui ont pour tâche de décider la redistribution des équipes, en respectant la parité autant que possible. Un candidat n'est pas désigné, et peut donc choisir son équipe. |
| 10     | Deux équipes de 9 dont la conception est décidée par les deux candidats (un homme et une femme) ayant remporté une épreuve organisée avant la composition des équipes. La conception se fait au tour à tour et respecte la parité autant que possible. Deux candidats ne sont pas sélectionnés et sont éliminés dès le premier épisode. | Lors de l'épisode 9, une tribu est dissoute et le dernier membre de cette tribu rejoint l'autre tribu. |
| 11     | Deux équipes de 8 conçues par la production, en respectant la parité. Stephenie LaGrossa et Bobby Jon Drinkard, candidats de Survivor: Palau, intègrent chacun l'une des deux équipes. | Lors de l'épisode 4, les équipes sont redistribuées à partir des réponses des candidats à un certain nombre de questions dont ils ignoraient quelle allait être la conséquence. |
| 12     | Quatre équipes de 4 conçues par la production, sur la base du sexe et de l'âge des candidats. | Lors de l'épisode 2, les équipes sont redistribuées au tour à tour pour former deux équipes de 7 respectant la parité autant que possible. Le candidat non sélectionné est exilé et rejoint l'équipe perdante de l'épreuve d'immunité suivante après le conseil. |
| 13     | Quatre équipes de 5 conçues par la production, sur la base de l'ethnie des candidats (afro-Américains, asiatiques, caucasiens et latinos). | Lors de l'épisode 3, les équipes sont redistribuées au tour à tour pour former deux équipes de 9 respectant la parité autant que possible, autant hommes/femmes qu'au niveau des différentes ethnies représentées. Lors de l'épisode 8, Jeff Probst fait une proposition de mutinerie aux candidats, et deux d'entre eux saisissent l'occasion.                                                              |
| 14     | Deux équipes de 9 conçues par un candidat désigné comme le chef de l'ensemble des candidats, en respectant la parité autant que possible. Ce candidat est exilé et rejoint l'équipe perdante de l'immunité après le conseil. | Lors de l'épisode 6, les deux équipes sont redistribuées au tour à tour. Le candidat non sélectionné est exilé et rejoint l'équipe perdante de l'immunité suivante après le conseil. |
| 15     | Deux équipes de 8 conçues par la production, en respectant la parité. | Lors de l'épisode 5, chaque équipe choisit deux candidats de l'équipe adverse pour les rejoindre. |
| 16     | Deux équipes de 10 conçues par la production, en respectant la parité. Une équipe est composée de fans de l'émission, tandis que l'autre est composée d'anciens candidats. | Lors de l'épisode 5, les deux équipes sont redistribuées au tour à tour en respectant la parité autant que possible, aussi bien hommes/femmes que anciens/nouveaux candidats. |
| 17     | Deux équipes de 9 dont la conception se fait au tour à tour en commençant par l'homme et la femme les plus âgés, en respectant la parité autant que possible. | Lors de l'épisode 4, les deux équipes sont redistribuées au tour à tour en respectant la parité autant que possible. Le candidat non sélectionné est exilé et rejoint l'équipe perdante de l'immunité suivante après le conseil. Lors de l'épisode 8, un tirage au sort redistribue à nouveau les deux équipes.                                                                                              |
| 18     | Deux équipes de 8 conçues par la production, en respectant la parité. | |
| 19     | Deux équipes de 10 conçues par la production, en respectant la parité. | |
| 20     | Deux équipes de 10 anciens candidats, conçues par thème avec une équipe de « Heroes » (« héros ») et une équipe de « Villains » (« méchants »), en fonction du type de jeu de chaque candidat lors des saisons précédentes. | |
| 21     | Deux équipes de 10 conçues par la production, en respectant la parité, avec une équipe regroupant les joueurs de 30 ans et moins, et une autre équipe regroupant les joueurs de 40 ans et plus. | Lors de l'épisode 5, un capitaine est désigné par tirage au sort dans chaque équipe. Les capitaines désignent 3 ou 4 candidats de l'équipe adverse pour rejoindre leur équipe. |
| 22     | Deux équipes de 8 conçues par la production, en respectant la parité autant que possible. Rob Mariano et Russell Hantz, anciens candidats de l'émission, notamment de Survivor: Heroes vs. Villains, intègrent chacun l'une des deux équipes. | Les candidats éliminés sont envoyés sur une île nommée "Redemption Island", sur laquelle ils attendent les prochains candidats éliminés pour les affronter lors de multiples épreuves. Les candidats échouant lors de ces épreuves sont définitivement éliminés du jeu. |
| 23     | Deux équipes de 8 conçues par la production, en respectant la parité autant que possible. Ozzy Lusth et Benjamin « Coach » Wade, anciens candidats de l'émission, intègrent chacun l'une des deux équipes. | Redemption Island est de retour. |
| 24     | Une équipe de 9 femmes contre une équipe de 9 hommes. Les deux équipes vivent sur la même île. | Lors de l'épisode 5, un tirage au sort redistribue les deux équipes. L'équipe qui perd l'épreuve de confort qui suit est relocalisée sur une nouvelle île. |
| 25     | Trois équipes de 6 conçues par la production, en respectant la parité, contenant chacune un ancien candidat ayant abandonné pour raisons médicales. | Lors de l'épisode 5, une tribu est dissoute et ses membres sont répartis entre les deux tribus restantes. |
| 26     | Deux équipes de 10 conçues par la production, en respectant la parité. Une équipe est composée de fans de l'émission, tandis que l'autre est composée d'anciens candidats. | Lors de l'épisode 6, les deux équipes sont redistribuées par tirage au sort en respectant la parité autant que possible, aussi bien hommes/femmes que anciens/nouveaux candidats. |
| 27     | Deux équipes de 10 conçues par la production, en respectant la parité. Une équipe est composée d'anciens candidats, tandis que l'autre est composée de membres de leur famille ou conjoints. | Retour de Redemption Island, avec cette fois trois candidats lors de chaque duel. Les candidats ont la possibilité d'échanger leur place avec leur proche avant un duel afin de les sauver en se sacrifiant. Lors de l'épisode 6, un tirage au sort redistribue les deux équipes. |
| 28     | Trois équipes de 6 conçues par la production, en respectant la parité. Chaque équipe est constituée selon la caractéristique dominante des candidats : la force physique, l'intelligence et la beauté. | Lors de l'épisode 5, un tirage au sort redistribue les candidats en deux équipes de 7. |
| 29     | Deux équipes de 9 conçues par la production, en respectant la parité autant que possible. Chaque candidat possède un lien familial ou conjugal avec un candidat de l'équipe adverse. | Lors de l'épisode 5, un tirage au sort redistribue les deux équipes. |
| 30     | Trois équipes de 6 conçues par la production, en respectant la parité. Chaque équipe est constituée selon le rythme de vie des candidats : une tribu "White Collar" composée de personnes ayant des postes à responsabilités (CEO, managers…), une tribu "Blue Collar" composée de travailleurs (ouvriers, policiers…), et une tribu "No Collar" composée de personnes ayant une philosophie de vie n'acceptant pas la hiérarchisation de la société.                | Lors de l'épisode 5, un tirage au sort redistribue les candidats en deux équipes de 7. |
| 31     | Deux équipes de 10 anciens candidats, conçues par la production, en respectant la parité. Le casting a été déterminé par un vote du public parmi une pré-sélection de 32 anciens candidats qui n'ont pas gagné lors de leur première participation, et n'ont pas déjà rejoué dans une autre saison. Les 20 candidats sélectionnés ont été annoncés lors de la finale de la saison 30.                                                                                | Lors de l'épisode 3, un tirage au sort redistribue les candidats en trois équipes de 6. Lors de l'épisode 6, un second tirage au sort redistribue les candidats en deux équipes de 7. |
| 32     | Trois équipes de 6 conçues par la production, en respectant la parité. Chaque équipe est constituée selon la caractéristique dominante des candidats : la force physique, l'intelligence et la beauté. | Lors de l'épisode 5, un tirage au sort redistribue les candidats en deux équipes de 6. Comme il y a alors 13 candidats en jeu, le tirage désigne un candidat qui est exilé sur le camp de l'équipe dissoute, et rejoint l'équipe perdante de l'immunité suivante après le conseil. |
| 33     | Deux équipes de 10 conçues par la production, en respectant la parité, avec une équipe regroupant les candidats issus de la génération X, et une autre équipe regroupant les candidats issus de la génération Y. | Lors de l'épisode 5, un tirage au sort redistribue les candidats en deux équipes de 5 et une équipe de 6. |
| 34     | Deux équipes de 10 anciens candidats, conçues par la production, en respectant la parité. | Lors de l'épisode 3, un tirage au sort redistribue les candidats en trois équipes de 6. Lors de l'épisode 6, un second tirage au sort redistribue les candidats en deux équipes de 7. Comme il y a alors 15 candidats en jeu, le tirage désigne un candidat qui est exilé, et rejoint l'équipe perdante de l'immunité suivante après le conseil.                                                             |
| 35     | Trois équipes de 6 conçues par la production, en respectant la parité. Chaque équipe est constituée selon les caractéristiques positives généralement associées à l'occupation des candidats : les "Heroes" (vus comme suscitant l'admiration des autres), les "Healers" (vus comme prenant soin des autres) et les "Hustlers" (vus comme des personnes travaillant dur pour réussir).                                                                               | Lors de l'épisode 4, un tirage au sort redistribue les trois équipes. |
| 36     | Deux équipes de 10 conçues par la production, en respectant la parité. | Lors de l'épisode 3, un tirage au sort redistribue les deux équipes. Lors de l'épisode 6, un second tirage au sort redistribue les candidats en trois équipes de 5. |
| 37     | Deux équipes de 10 conçues par la production, en respectant la parité. La division est effectuée selon le rythme de vie des candidats en référence au récit biblique de David contre Goliath : la tribu "David" est composée de personnes considérées comme des outsiders habitués à devoir surmonter des obstacles, tandis que la tribu "Goliath" est composée de personnes situées au sommet de leur domaine d'activité et souvent perçues comme étant avantagées. | Lors de l'épisode 4, un tirage au sort redistribue les candidats en trois équipes de 5. Comme il y a alors 16 candidats en jeu, le tirage désigne un candidat qui est exilé, et rejoint l'équipe perdante de l'immunité suivante après le conseil. |
| 38     | Deux équipes de 9 conçues par la production, en respectant la parité autant que possible, contenant chacune deux anciens candidats de l'émission. | Les candidats éliminés ont la possibilité de se rendre sur une île nommée "Edge of Extinction", où les conditions de vie sont bien plus difficiles que sur le camp et ils ont la possibilité d'abandonner à tout moment, mais ceux restants sur l'île peuvent à terme s'affronter afin de pouvoir réintégrer le jeu. Lors de l'épisode 4, un tirage au sort redistribue les candidats en trois équipes de 5. |
| 39     | Deux équipes de 10 conçues par la production, en respectant la parité. | Lors de l'épisode 5, un tirage au sort redistribue les deux équipes. |
| 40     | Deux équipes de 10 anciens gagnants de l'émission, conçues par la production, en respectant la parité. | Edge of Extinction est de retour. Lors de l'épisode 5, un tirage au sort redistribue les candidats en trois équipes de 5. |
| 41     | Trois équipes de 6 conçues par la production, en respectant la parité. | |
| 42     | Trois équipes de 6 conçues par la production, en respectant la parité. | |
| 43     | Trois équipes de 6 conçues par la production, en respectant la parité. | |
| 44     | Trois équipes de 6 conçues par la production, en respectant la parité. | Lors de l'épisode 4, un candidat de chaque équipe est envoyé en exil, où ils changent d'équipe après un tirage au sort. |
| 45     | Trois équipes de 6 conçues par la production, en respectant la parité. Bruce Perreault, candidat de Survivor 44 ayant été contraint à l'abandon dès le premier jour, fait partie du casting. | Lors de l'épisode 4, un tirage au sort redistribue les trois équipes. |
| 46     | Trois équipes de 6 conçues par la production, en respectant la parité. | |
| 47     | Trois équipes de 6 conçues par la production, en respectant la parité. | |

### Déroulement des saisons

#### Votes
- Dans les trois premières saisons, en cas d'égalité au nombre de votes lors d'un conseil, un deuxième tour est organisé où les candidats en ballottage ne votent pas. Si l'égalité persiste, était éliminé celui qui avait reçu le plus de votes aux précédents conseils. En cas de nouvelle égalité, le tie-breaker consistait en un quiz sur des notions de survie.
- Dans la quatrième saison, en cas d'égalité après les deux tours de vote, les candidats ont quelques minutes pour s'accorder unanimement sur la personne à éliminer. Si le désaccord persiste, l'éliminé est tiré au sort parmi tous les candidats non immunisés, y compris ceux non impliqués dans l'égalité.
- Depuis la saison 10, en cas d'égalité alors qu'il ne reste que quatre candidats en jeu, le tie-breaker est une épreuve de création de feu entre les personnes impliquées dans l'égalité. Dans les autres cas, s'il y a égalité (après le deuxième vote) et qu'il n'y a pas d'accord unanime après le temps de discussion, le tirage au sort se fait entre les candidats non impliqués dans l'égalité et non immunisés (s'il n'y a qu'une seule personne dans ce cas, elle est éliminée par défaut).
  - Lors de la saison 34, il n'y a plus de second vote au conseil : en cas d'égalité, la discussion commence immédiatement, les candidats non impliqués dans l'égalité devant rendre une décision unanime sous peine de tirage au sort.
- Le nombre de candidats finalistes a connu plusieurs variations. Alors qu'il y avait deux finalistes pendant les 12 premières saisons, le nombre de finalistes est généralement de trois depuis la saison 13. Seules les saisons 16, 18 et 28 comportent un retour à deux finalistes.
  - Si le vote final donne lieu à une égalité entre deux finalistes lors d'une finale entre trois candidats, c'est alors le troisième finaliste qui vote pour déterminer le gagnant. Ce cas de figure s'est produit pour la première fois lors de la saison 36.
- Depuis la saison 35, il n'y a désormais plus de vote lors du conseil où il ne reste que quatre candidats en jeu. À la place, le candidat ayant remporté l'épreuve d'immunité désigne un autre candidat pour l'accompagner en finale, et les deux candidats restants se disputent la dernière place pour la finale lors d'une épreuve de création de feu.

### Évolution des règles
| Première apparition | Nom                                              | Explication | Utilisée dans les saisons                         |
| ------------------- | ------------------------------------------------ | --- | ------------------------------------------------- |
| Saison 2            | Égalité dans les votes — Votes précédents        | En cas d'égalité après les deux tours de vote, c'est le joueur qui a cumulé le plus de votes contre lui dans les anciens conseils qui est éliminé. S'il y a de nouveau égalité sur ce point, ils sont départagés par un quiz sur des notions de survie. | 2–3                                               |
| Saison 2            | Réunion                                          | Les votes du jury final sont révélés sur un plateau en direct (en raison de la pandémie de Covid-19, le résultat de la saison 40 a été révélé par visioconférence, et ceux des saisons 41, 42 et 43 ont été révélés immédiatement après le vote, comme cela avait été le cas lors de la première saison). | 2–39                                              |
| Saison 4            | Immunité individuelle cessible                   | Le gagnant d'une épreuve d'immunité individuelle peut décider de céder son immunité à un autre joueur de son choix. | 4–présent                                         |
| Saison 4            | Égalité dans les votes — Tirage au sort          | En cas d'égalité après les deux tours de vote, les candidats doivent s'accorder unanimement sur la personne à éliminer. Si le désaccord persiste, les candidats à égalité dans les votes deviennent immunisés et l'éliminé est tiré au sort parmi les autres candidats non immunisés (si un seul candidat est dans ce cas, il est éliminé par défaut). Dans la saison 4, cette règle s'est également appliquée lors du conseil avec quatre candidats restants, et les trois candidats non immunisés ont tous été concernés par le tirage.                                                                                        | 4–présent                                         |
| Saison 4            | Pillage                                          | La tribu gagnante d'une épreuve de confort peut voler un nombre limité d'objets sur le camp de l'équipe adverse. | 4, 7, 18, 28                                      |
| Saison 5            | Égalité dans les votes — Épreuve de feu          | En cas d'égalité lors du conseil où quatre candidats sont encore en jeu (ou dans un cas de figure rendant impossible l'application de la règle du tirage au sort), les candidats à égalité sont départagés par une épreuve de création de feu. | 5–présent                                         |
| Saison 5            | Mutinerie                                        | Les candidats se voient proposer de changer volontairement de tribu. Lors des saisons 5, 7 et 13, cette proposition est faite une seule fois à l'ensemble des candidats. Dans la saison 18, à chaque épisode, un des deux candidats envoyés en exil reçoit cette proposition. | 5, 7, 13, 18                                      |
| Saison 5            | Fausse réunification                             | Les deux tribus sont réunies sur le même camp, mais lorsque les candidats arrivent sur le lieu de l'épreuve suivante, il est révélé que la réunification n'a pas encore eu lieu et que les épreuves se font toujours par équipes. | 5                                                 |
| Saison 6            | Hommes contre femmes                             | Les candidats sont divisés en deux tribus : une tribu d'hommes et une tribu de femmes. | 6, 9, 24                                          |
| Saison 7            | Vêtements personnels                             | Les candidats n'ont droit à aucune affaire personnelle autre que les vêtements qu'ils portent lors de leur arrivée. | 7                                                 |
| Saison 7            | Acheter des affaires dans un village             | Au premier épisode, avant de débarquer sur leurs plages respectives, les deux tribus reçoivent une certaine somme d'argent et sont débarquées dans un village local où ils doivent acheter le maximum d'affaires, nourritures, conforts, outils... pour les aider dans leur survie. | 7                                                 |
| Saison 7            | Kidnapping                                       | La tribu gagnante d'une épreuve kidnappe un membre de l'équipe adverse, qui ne réintègre sa tribu que lors de la prochaine épreuve, et échappe au conseil s'il a lieu entre-temps. Cette règle n'est utilisée qu'une seule fois lors des saisons 7, 8 et 13, et à chaque épreuve de confort dans la saison 15. Lors de cette saison, la personne kidnappée doit également remettre un indice sur l'emplacement d'une idole d'immunité à un candidat de son choix. | 7–8, 13, 15                                       |
| Saison 7            | Trésor enfoui                                    | Un coffre dans lequel se trouve des objets de confort ou de la nourriture est enfoui sur chaque camp. Lors de chaque épreuve de confort, la tribu gagnante remporte un indice sur l'emplacement de son coffre en plus de la récompense. | 7—8                                               |
| Saison 7            | "The Outcasts" (les bannis)                      | Les six candidats éliminés avant la réunification retournent dans le jeu en tant que troisième équipe, et affrontent les deux autres tribus dans une épreuve. S'ils l'emportent, un conseil spécial a lieu où chacun des éliminés vote pour deux personnes, et les deux candidats qui récoltent le plus de votes sont réintégrés dans le jeu tandis que les quatre autres sont définitivement éliminés. | 7                                                 |
| Saison 7            | Double conseil en équipes (deux tribus)          | Il n'y a pas d'épreuve d'immunité par équipes, et les deux tribus se rendent au conseil séparément pour éliminer chacune un candidat. La plupart du temps, une épreuve d'immunité individuelle a lieu en remplacement de l'immunité par équipes. | 7, 9–11, 13, 17, 20–21                            |
| Saison 8            | Retour de candidats                              | Le casting de la saison est composé partiellement ou en totalité de candidats d'anciennes saisons. | 8, 11, 16, 20, 22–23, 25–27, 31, 34, 38, 40       |
| Saison 8            | 18 candidats                                     | Le casting est composé de 18 candidats, souvent répartis en deux tribus de neuf ou trois tribus de six. | 8–9, 11, 17, 22–25, 28–30, 32, 35, 38, 41–présent |
| Saison 8            | Trois tribus de départ                           | | 8, 25, 28, 30, 32, 35, 41–présent                 |
| Saison 8            | Absorption (épreuve)                             | Les trois tribus s'affrontent dans une épreuve où l'équipe perdante est dissoute et absorbée équitablement par les deux autres tribus. | 8                                                 |
| Saison 8            | Épreuve individuelle avant la réunification      | Une épreuve de confort ou d'immunité individuelle qui a lieu avant la réunification. | 8–11, 17, 20–21                                   |
| Saison 9            | Immunité supplémentaire                          | Un double conseil en équipes est annoncé, et les deux tribus disputent d'abord une épreuve de confort. Les candidats de l'équipe gagnante disputent ensuite une épreuve d'immunité individuelle où le gagnant rejoint le camp de l'équipe adverse pendant les heures précédant le conseil et attribue une immunité à un membre de son choix. | 9                                                 |
| Saison 10           | 20 candidats                                     | Le casting est composé de 20 candidats. | 10, 13, 17, 19–21, 26–27, 31, 33–34, 36–37, 39–40 |
| Saison 10           | Élimination directe sans tribu                   | Une épreuve d'immunité individuelle a lieu le premier jour, où le premier homme et la première femme deviennent les capitaines de tribu. Ils désignent un candidat du sexe opposé pour rejoindre leur équipe, puis la personne choisie désigne à son tour un candidat du sexe opposé, et ainsi de suite. Les deux derniers candidats non choisis, un homme et une femme, sont éliminés directement du jeu. | 10                                                |
| Saison 10           | Conquête                                         | Le dernier candidat de sa tribu décimée rejoint l'autre tribu. | 10                                                |
| Saison 10           | Île de l'exil                                    | Une petite île en dehors des camps des tribus où un ou deux candidats sont exilés à l'issue d'une épreuve. Sur cette île se trouve souvent une idole d'immunité ou un indice sur son emplacement. | 10, 12–14, 16–18, 29, 34, 37, 41–présent          |
| Saison 11           | Retour de deux candidats                         | Deux anciens candidats sont de retour au sein d'un casting de nouveaux candidats. | 11, 22–23                                         |
| Saison 11           | Idole d'immunité (avant les votes)               | L'idole d'immunité est un talisman qui doit être joué pendant le conseil et qui a le pouvoir d'annuler tous les votes contre un joueur. Dans la saison 11, elle est jouée avant les votes, et a en pratique le même effet qu'une immunité classique. | 11                                                |
| Saison 12           | Quatre tribus de départ divisées par âge et sexe | Quatre tribus de quatre candidats : la tribu des "hommes jeunes", des "hommes âgés", des "femmes jeunes" et des "femmes âgées". | 12                                                |
| Saison 12           | Idole d'immunité (après le dépouillement)        | Une idole d'immunité pouvant être jouée après la lecture des votes. Cette idole donne un avantage très puissant, et est souvent appelée "super idole". | 12–13, 28, 32, 35                                 |
| Saison 13           | Quatre tribus de départ divisées par ethnie      | Quatre tribus de cinq candidats : les afro-Américains, les asiatiques, les caucasiens et les latinos. | 13                                                |
| Saison 13           | Double élimination (bouteille)                   | Une bouteille mystérieuse est confiée à l'équipe qui perd l'épreuve d'immunité. Après avoir éliminé un candidat au conseil, la tribu ouvre le message dans la bouteille qui annonce qu'elle doit immédiatement éliminer un autre candidat. | 13                                                |
| Saison 13           | Finale à trois                                   | De la saison 1 à 12, la finale se faisait à deux joueurs. La finale avec trois joueurs est maintenant la plus courante. | 13–15, 17, 19–27, 29–présent                      |
| Saison 14           | 19 candidats                                     | Initialement, il devait y avoir 20 candidats, mais l'un d'entre eux a abandonné juste avant le début du tournage. | 14                                                |
| Saison 14           | Riches contre pauvres                            | Les premiers jours, les candidats sont sans tribu et découvrent un camp plein de ressources qu'ils construisent ensemble. Après la répartition des équipes, la tribu gagnante de la première épreuve d'immunité gagne le droit de vivre sur ce camp, tandis que la tribu perdante doit s'installer sur une plage vide avec comme seul équipement une machette et une marmite. | 14                                                |
| Saison 14           | Épreuve en équipes après la réunification        | Peu de temps après l'annonce de la réunification, les joueurs sont divisés en deux équipes qui s'affrontent dans une épreuve d'immunité. L'équipe qui perd va au conseil sans les autres et doit éliminer l'un d'entre eux. | 14                                                |
| Saison 14           | Idole d'immunité (classique)                     | La version actuelle de l'idole d'immunité, qui est jouée après avoir voté mais avant la lecture des votes. | 14–présent                                        |
| Saison 16           | Fans contre favoris                              | Le casting est composé de dix anciens candidats et de dix nouveaux candidats. | 16, 26                                            |
| Saison 17           | Exil : luxe ou idole                             | Dans cette saison, le joueur banni sur l'île de l'exil a le choix entre se reposer dans un abri de luxe ou rechercher une idole d'immunité sur l'île. | 17                                                |
| Saison 17           | Double mélange d'équipes                         | Il y a deux mélanges d'équipes avant la réunification. | 17, 31, 34, 36                                    |
| Saison 18           | Premières impressions                            | À peine arrivés dans le jeu, les candidats doivent désigner le plus faible de leur équipe par un vote. Pendant que le reste des équipes effectue un trek pour atteindre leur camp, les deux candidats désignés y arrivent en hélicoptère. Ils ont alors le choix entre commencer à construire le campement ou recevoir un indice sur l'emplacement d'une idole d'immunité valable pour le premier conseil. | 18                                                |
| Saison 19           | Chefs de tribu                                   | Au début du jeu, les deux tribus votent pour désigner un chef selon leurs premières impressions. Ce chef doit prendre des décisions dans les épreuves en assignant des tâches aux candidats de sa tribu. Il doit également choisir qui sera l'observateur après chaque épreuve de confort. | 19                                                |
| Saison 19           | Observateur                                      | Après chaque épreuve de confort gagnée, le chef d'équipe désigne un membre de sa tribu qui doit partir en observation sur le camp de la tribu adverse et revenir à l'épreuve d'immunité. L'observateur obtient un indice sur l'emplacement d'une idole d'immunité, qu'il doit partager avec la tribu adverse. | 19                                                |
| Saison 19           | "Fais-le toi-même"                               | Une épreuve de confort se déroule sans la supervision et la présence de Jeff Probst, l'animateur du jeu. | 19, 24                                            |
| Saison 20           | Héros contre méchants                            | Le casting est composé uniquement d'anciens joueurs, divisés en deux tribus selon leur notoriété acquise dans leurs saisons précédentes. | 20                                                |
| Saison 21           | Jeunes contre vieux                              | Le casting est divisé en deux tribus selon l'âge des candidats. | 21, 33                                            |
| Saison 21           | Médaillon du pouvoir                             | Avant chaque épreuve d'immunité, la tribu détentrice du médaillon a le choix de l'utiliser ou non. S'il est utilisé, le médaillon offre un avantage à la tribu dans l'épreuve, mais passe ensuite dans les mains de la tribu adverse. | 21                                                |
| Saison 22           | Île de la rédemption                             | Chaque candidat éliminé au conseil se rend sur cette île, où il affronte dans une arène en duel le candidat éliminé juste avant lui. Le gagnant de ce duel reste sur l'île, tandis que le perdant est définitivement éliminé. Deux duels voient la réintégration dans le jeu du candidat gagnant : le duel ayant lieu juste avant la réunification, et le dernier duel avant la finale. | 22–23, 27                                         |
| Saison 22           | Double élimination                               | Il y a deux éliminations dans un même conseil après la réunification. Après la première élimination, une épreuve d'immunité individuelle a lieu directement au conseil. | 22-23                                             |
| Saison 24           | "One World" (un monde)                           | Les deux tribus doivent vivre sur la même plage dès le départ. | 24                                                |
| Saison 24           | Collier d'immunité pour l'ennemi                 | Deux idoles d'immunité, chacune assignée à une tribu, se trouvent sur le camp. Si un candidat trouve l'idole de la tribu adverse, il doit la donner à un candidat adverse de son choix avant le conseil. | 24                                                |
| Saison 25           | Retour d'anciens joueurs évacués médicalement    | Trois anciens candidats qui ont dû être évacués médicalement de leur précédente saison reviennent au sein d'un casting composés de nouveaux candidats. | 25                                                |
| Saison 25           | Absorption (trois tribus)                        | L'une des trois tribus étant réduite à deux membres, ceux-ci rejoignent chacun l'une des deux autres tribus. | 25                                                |
| Saison 27           | Sang contre eau (anciens candidats)              | Le casting est composé de dix anciens candidats et de dix nouveaux candidats sont chacun un proche d'un des anciens candidats (famille, couple). | 27                                                |
| Saison 27           | Jour zéro                                        | Chaque ancien candidat commence le jeu en binôme avec son proche. Le jour suivant, ils sont divisés dans deux tribus opposées (les anciens candidats contre les nouveaux candidats dans la saison 27). | 27, 29                                            |
| Saison 27           | Premières impressions                            | Après la composition des deux équipes, celles-ci doivent chacune éliminer immédiatement un membre, qui est envoyé sur l'île de la rédemption. | 27                                                |
| Saison 27           | Échange de proches                               | Lorsqu'un candidat est envoyé sur l'île de la rédemption, son proche peut choisir d'y aller à sa place, lui permettant ainsi de réintégrer le jeu. | 27                                                |
| Saison 28           | Muscles contre intelligence contre beauté        | Les trois tribus sont divisés selon trois critères : la force physique, l'intelligence et la beauté. | 28, 32                                            |
| Saison 28           | Maillon faible                                   | Les trois tribus doivent désigner leur chef respectif par rapport à leurs premières impressions. Les chefs doivent ensuite désigner le maillon faible de leur équipe. Ce maillon faible arrive en avance, seul, sur son camp et un dilemme s'offre a lui : obtenir du riz pour la tribu ou un indice sur l'emplacement d'une idole d'immunité. | 28                                                |
| Saison 29           | Sang contre eau (nouveaux candidats)             | Le casting est composé de 18 candidats, chacun d'entre eux étant le proche d'un autre candidat (famille, couple). | 29                                                |
| Saison 29           | Duel du héros                                    | Chaque épreuve de confort en équipes se fait dans une arène, où chaque tribu doit d'abord choisir un représentant. Les deux représentants font un pierre, feuille, ciseaux, et le gagnant désigne quel candidat de sa tribu doit participer au duel. Le candidat désigné doit disputer duel contre son proche qui est dans la tribu opposée. Le perdant du duel est envoyé sur l'île de l'exil, et le gagnant doit choisir un membre de sa propre tribu pour l'accompagner en exil. | 29                                                |
| Saison 30           | "Worlds Apart"                                   | Les trois tribus sont divisés selon leur profession : "White Collar" (joueurs qui "font les règles", qui exercent une profession avec un certain pouvoir), "Blue Collar" (joueurs qui "suivent les règles", souvent des métiers manuels) et "No Collar" (ils "brisent les règles", des esprits libres qui travaillent avec passion). | 30                                                |
| Saison 30           | Vote supplémentaire                              | Cet avantage permet de voter deux fois au conseil. | 30, 32, 34–36, 38–42, 44–45                       |
| Saison 31           | Seconde chance                                   | Le casting est composé uniquement d'anciens candidats qui n'ont pas gagné leur première saison et ne sont pas revenus entre-temps. | 31                                                |
| Saison 31           | Vol de vote                                      | Cet avantage permet à son détenteur de "voler" le vote d'un candidat en l'empêchant de voter et en votant une deuxième fois à sa place. | 31, 34, 37, 40–41, 43, 45                         |
| Saison 31           | Expansion                                        | Lors du mélange des équipes, le nombre de tribus passe de deux à trois. | 31, 33–34, 36–38, 40                              |
| Saison 31           | Idole d'immunité cachée dans les épreuves        | Un indice caché sur le camp montre l'endroit ou est cachée une idole d'immunité dans la prochaine épreuve. | 31, 34–35, 37                                     |
| Saison 32           | Idoles d'immunité combinées                      | Deux idoles d'immunité classiques peuvent être combinées pour former une "super idole" jouable après la lecture des votes. | 32                                                |
| Saison 32           | Récusation                                       | Une dernière épreuve est disputée entre les trois finalistes, où le gagnant obtient un avantage lui permettant d'expulser un membre du jury final qui ne pourra pas voter pour désigner le vainqueur de la saison. | 32                                                |
| Saison 33           | Génération X contre génération Y                 | Le casting est divisé en deux tribus selon l'âge des candidats : les "Millennials" (génération Y) et la génération X. | 33                                                |
| Saison 33           | Héritage ("Legacy")                              | Cet avantage peut être joué comme une idole d'immunité, uniquement lorsqu'il reste treize ou six joueurs en jeu. Si le détenteur de cet avantage est éliminé avant cette échéance, il doit le transmettre au candidat restant de son choix. | 33–34, 36                                         |
| Saison 33           | Vol de récompense                                | Cet avantage permet de voler la récompense au candidat qui a gagné une épreuve de confort individuelle. | 33, 38, 40                                        |
| Saison 34           | "Game Changers"                                  | Le casting composé d'anciens candidats ayant participé à l'évolution du jeu. | 34                                                |
| Saison 34           | Conseil final reformaté                          | Depuis la saison 34, le conseil final se déroule sous la forme d'une discussion ouverte entre les candidats et les membres du jury final sur les différents aspects du jeu. Dans les saisons précédentes, chaque membre du jury passait un à un face aux finalistes pour poser une question ou donner un commentaire. | 34–présent                                        |
| Saison 34           | Conseil joint                                    | Les trois tribus s'affrontent dans une épreuve d'immunité dont seule une tribu sort gagnante. Les deux tribus perdantes se rendent ensemble au conseil et votent en un seul groupe, résultant en l'élimination d'un seul candidat. | 34, 38                                            |
| Saison 34           | Menu                                             | Un candidat se voit proposer une liste d'avantages parmi lesquels il ne peut en choisir qu'un (par exemple un vote supplémentaire, un vol de récompense, un kit pour faire un faux collier, etc.). | 34, 38–39                                         |
| Saison 34           | Kit de fausse idol d'immunité                    | Proposé dans le menu mais jamais choisi, il était possible de recevoir un kit de création d'une fausse idole d'immunité pour tromper ses adversaires. | 34                                                |
| Saison 34           | Pas de revote après une égalité                  | Dans la saison 34 uniquement, la règle annonce qu'en cas d'égalité il n'y a pas de deuxième tour, et la phase de discussion pour un accord unanime démarre immédiatement. | 34                                                |
| Saison 35           | "Heroes vs. Healers vs. Hustlers"                | Les trois tribus sont divisés selon leur profession : "Heroes" (les héros, qui ont accompli des prouesses grâce à leur courage), "Healers" (les guérisseurs, qui aident les autres physiquement ou émotionnellement) et les "Hustlers" (les acharnés, reconnus pour leur éthique dans le travail et leur accomplissement). | 35                                                |
| Saison 35           | Épreuve de feu obligatoire                       | Depuis la saison 35, lorsqu'il reste quatre candidats en jeu, le gagnant de l'épreuve d'immunité doit désigner l'un des trois autres candidats pour l'accompagner en finale, et les deux candidats restants doivent s'affronter dans un duel de création de feu dont le gagnant rejoint la finale et le perdant devient le dernier membre du jury final. | 35–présent                                        |
| Saison 35           | Bloquer un vote                                  | Cet avantage permet à son détenteur d'empêcher un autre candidat de voter au conseil. | 35, 39                                            |
| Saison 35           | Report de vote                                   | Cet avantage permet à son détenteur d'obtenir un vote supplémentaire, mais il doit pour cela s'abstenir de voter lors du premier conseil après la découverte de l'avantage. | 35, 44                                            |
| Saison 35           | Super idole au premier conseil                   | Une "super idole" pouvant être jouée après la lecture des votes est cachée lors de l'arrivée des candidats. Elle ne peut être jouée que lors du premier conseil : si la tribu de son détenteur gagne l'épreuve d'immunité, il doit la transmettre à un membre de l'équipe perdante. | 35                                                |
| Saison 36           | Île fantôme                                      | C'est une variante de l'île de l'exil, où les candidats qui y sont envoyés ont la possibilité de jouer à un jeu de chance : s'ils le perdent, ils ne peuvent pas voter lors du conseil qui suit ; s'ils l'emportent, ils obtiennent un avantage ayant été mis en jeu dans une saison précédente mais qui a été mal utilisé par son propriétaire, provoquant la plupart du temps son élimination. | 36                                                |
| Saison 36           | Tribu réunifiée séparée en deux                  | Après la réunification, le temps d'un conseil, les candidats sont divisés en deux équipes. Une épreuve d'immunité individuelle a lieu où un candidat de chaque équipe est immunisé. Les deux équipes vont séparément au conseil, et deux candidats sont éliminés. Lors de la saison 44, le candidat ayant tenu le plus longtemps lors de l'épreuve immunise toute son équipe, et seule l'autre équipe se rend au conseil. | 36, 39, 41–présent                                |
| Saison 36           | Idole d'immunité boostée                         | Une idole d'immunité qui ne peut de base être utilisée qu'au prochain conseil, mais son possesseur a la possibilité d'augmenter son pouvoir. Pour cela, lors des saisons 36 et 37, il peut jouer à un jeu de chance où à chaque réussite, l'idole peut être jouée un conseil de plus, mais au premier échec, le jeu s'arrête et le candidat ne pourra pas voter au conseil suivant. Lors de la saison 45, le candidat a la possibilité de sacrifier son vote au prochain conseil pour rendre l'idole valable jusqu'à la réunification, ou de sacrifier ses votes aux deux prochains conseils pour la rendre entièrement valable. | 36–37, 45                                         |
| Saison 36           | Égalité au conseil final                         | Pour la première fois, le vote final résulte sur une égalité entre deux des trois finalistes. Le troisième finaliste devient alors le dernier membre du jury final et doit voter pour désigner le vainqueur. | 36                                                |
| Saison 37           | David contre Goliath                             | Les deux tribus sont divisés selon leur succès dans la vie : les "David" (ceux qui ont peu de succès) contre les "Goliath" (ceux qui ont du succès). | 37                                                |
| Saison 37           | Annulateur d'idole d'immunité                    | Le possesseur de cet avantage doit l'utiliser en votant, en écrivant sur l'annulateur le nom du candidat ciblé et en l'insérant dans l'urne. Si le candidat ciblé joue une idole d'immunité, l'annulateur est révélé et les votes contre ce candidat sont comptabilisés. | 37, 39–40, 42                                     |
| Saison 38           | Île de l'extinction                              | Chaque candidat éliminé au conseil a le choix de quitter le jeu ou rejoindre l'île de l'extinction, une île désolée où ils ont la possibilité de gagner des avantages pour leur épreuve de réintégration, pour leur propre confort ou pour envoyer à des candidats encore en compétition. Deux épreuves de réintégration ont lieu : à la réunification et avant la finale. | 38, 40                                            |
| Saison 39           | Île des idoles                                   | C'est une variante de l'île de l'exil, où vivent deux anciens candidats emblématiques de l'émission qui aident le candidat envoyé sur l'île à mieux appréhender le jeu et lui font passer un test. S'il réussit, il repart avec un avantage, sinon il ne pourra pas voter lors du prochain conseil. | 39                                                |
| Saison 39           | Sécurité sans pouvoir                            | Cet avantage permet à son détenteur de quitter le conseil avant le vote. Il ne vote pas mais ne peut pas être éliminé. | 39–40, 45                                         |
| Saison 40           | Jetons de feu                                    | Il s'agit d'une monnaie du jeu, qui peut être utilisée afin d'acquérir des avantages ou des éléments de confort. Chaque joueur commence la saison avec un jeton. Les candidats éliminés au conseil doivent transmettre leurs jetons à un ou plusieurs candidats en compétition avant de se rendre sur l'île de l'extinction, où ils ont régulièrement la possibilité de gagner de nouveaux jetons. Après la réunification, les gagnants des épreuves d'immunité remportent également des jetons. | 40                                                |
| Saison 40           | Pièce 50/50                                      | Le détenteur de cet avantage peut jeter la pièce au conseil de son choix, après les votes. Si la pièce montre la face "Safe" (sauvé), la pièce immunise le candidat de la même façon qu'une idole d'immunité, mais si elle montre la face "Not Safe", le candidat reste vulnérable. | 40                                                |
| Saison 40           | Extorsion                                        | Cet avantage est caché sur l'île de l'extinction, et son possesseur peut l'envoyer à un candidat en compétition de son choix, en lui demandant de payer un certain montant de jetons de feu, faute de quoi il ne pourra pas participer à la prochaine épreuve d'immunité ni voter au prochain conseil. | 40                                                |
| Saison 40           | Deux millions                                    | Pour cette saison spéciale réunissant des anciens vainqueurs de l'émission, le prix attribué au vainqueur est doublé à deux millions de dollars. | 40                                                |
| Saison 41           | 26 jours                                         | Pour la première fois, le jeu est réduit à 26 jours au lieu de 39. | 41–présent                                        |
| Saison 41           | Coup dans l'obscurité                            | Chaque candidat reçoit cet avantage au début de la saison. Au moment du vote au conseil, le candidat peut choisir de ne pas voter et de choisir au hasard un parchemin parmi six. Un seul de ces six parchemins contient l'inscription "Safe" (sauvé) : si le candidat a choisi le bon parchemin, il devient immunisé de la même façon qu'une idole d'immunité, sinon il reste vulnérable. | 41–présent                                        |
| Saison 41           | Avantage à risque                                | C'est un avantage inconnu avec une note qui indique que l'avantage peut être risqué et même un inconvénient. Dans la plupart des cas, son possesseur doit réaliser une tâche spécifique pour obtenir l'avantage et ne pourra pas voter au conseil tant qu'elle n'est pas réalisée. | 41–43, 45                                         |
| Saison 41           | Idoles d'immunité connectées                     | Il s'agit d'un avantage à risque, caché sur le camp de chacune des trois tribus. Il contient une idole d'immunité, mais qui est pour l'instant sans pouvoir, et son possesseur ne peut pas voter au conseil tant qu'elle n'est pas activée. Pour activer l'idole, son possesseur doit dire une certaine phrase lors d'une épreuve : les idoles ne sont activées que lorsque les trois possesseurs prononcent leur phrase respective lors de la même épreuve. | 41–42                                             |
| Saison 41           | La connaissance est le pouvoir                   | Le candidat qui dispose de cet avantage peut voler une idole d'immunité ou un autre avantage. Pour cela, avant la lecture des votes lors d'un conseil, il doit simplement demander au candidat ciblé s'il possède un avantage : si oui, il est obligé de lui céder. | 41–43                                             |
| Saison 41           | Pré-réunification                                | Lorsque les tribus de départ sont dissoutes, les candidats ne sont toutefois pas encore officiellement réunifiés. Ils sont divisés en deux équipes qui s'affrontent dans une épreuve d'immunité, où les membres de l'équipe gagnante reçoivent tous une immunité individuelle pour le conseil. La réunification est officiellement déclarée à la fin du conseil. | 41–présent                                        |
| Saison 41           | Sablier                                          | Lors de la pré-réunification, les douze candidats sont divisés en deux équipes de cinq, en laissant deux candidats sur la touche. L'équipe gagnante de l'épreuve d'immunité doit également immuniser l'un des deux candidats sur la touche, et l'autre candidat est envoyé sur l'île de l'exil. Sur place, celui-ci reçoit un sablier, et peut décider en cassant le sablier d'inverser le résultat de l'épreuve : il devient ainsi immunisé de même que les membres de l'équipe perdante, et les candidats précédemment immunisés deviennent vulnérables et s'affrontent dans une épreuve d'immunité individuelle.              | 41–42                                             |
| Saison 41           | Faire ou mourir                                  | Lors d'une épreuve d'immunité individuelle, le candidat finissant dernier est obligé au conseil de participer à un tirage au sort basé sur le problème de Monty Hall où l'une des trois options l'immunise du vote, mais les deux autres provoquent son élimination directe. Les candidats ont la possibilité de renoncer à participer à l'épreuve d'immunité afin d'éviter ce risque. | 41–42                                             |
| Saison 42           | Amulettes d'avantages                            | Trois candidats ont la possibilité de recevoir simultanément une amulette. S'ils décident de les utiliser ensemble alors qu'ils sont encore tous les trois en jeu, elles prennent le pouvoir d'un vote supplémentaire utilisable par l'un d'entre eux. Si l'un des possesseurs est éliminé et les deux possesseurs restants décident de les utiliser, elles prennent le pouvoir d'un vol de vote utilisable par l'un d'entre eux. Lorsqu'il ne reste qu'un seul possesseur en jeu, l'amulette prend le pouvoir d'une idole d'immunité cachée.                                                                                    | 42, 45                                            |
| Saison 43           | Idole à construire                               | En début de saison, chaque candidat reçoit un sac avec une perle en guise de décoration. Un avantage à risque contenant une idole d'immunité incomplète est caché sur chaque camp : pour activer l'idole, son possesseur doit demander à chacun de ses coéquipiers de lui donner sa perle, et ne peut pas voter au conseil tant qu'il n'a pas réuni toutes les perles de sa tribu. | 43                                                |
| Saison 43           | Choisissez votre champion                        | Le candidat trouvant cet avantage a la possibilité de miser sur l'un des autres candidats en vue de la prochaine épreuve d'immunité individuelle : si le candidat choisi remporte l'épreuve, le possesseur de l'avantage est également immunisé au prochain conseil. | 43                                                |
| Saison 44           | Idole en cage                                    | Sur le camp de chaque tribu de départ se trouve une cage contenant un sac, et la clé ouvrant cette cage a été cachée. Dans le sac se trouve une idole d'immunité individuelle ainsi qu'une fausse idole. | 44                                                |
| Saison 44           | Héritage ("Inheritance")                         | Le possesseur de cet avantage peut décider de le jouer secrètement au moment du vote, et si des idoles d'immunité ou autres avantages sont joués lors de ce conseil, ils seront ensuite remis en jeu et lui reviendront à l'issue du conseil. | 44                                                |
| Saison 44           | Contrôle de vote                                 | Cet avantage est mis en jeu au moment de la séparation de la tribu réunifiée sur le camp de l'équipe gagnante, et son possesseur peut forcer un candidat de l'équipe perdante à voter pour le candidat de son choix. | 44                                                |
| Saison 45           | Bonne volonté                                    | Cet avantage permet a son possesseur de pouvoir voter à un conseil où il avait initialement perdu ou sacrifié son vote. | 45                                                |
| Saison 45           | Perte de vote après une épreuve                  | Lors d'une épreuve d'immunité, les candidats éliminés de l'épreuve dès la première étape ne peuvent pas voter au conseil. Ils ont cependant la possibilité de secrètement récupérer leur vote en résolvant un problème mathématique dans un temps imparti. | 45                                                |

## Versions internationales
Le format de Survivor a été adapté dans plusieurs versions internationales.
| Pays               | Nom local | Chaîne                                                                                  | Grand prix                                                                | Diffusion               | Saisons |
| ------------------ | --- | --------------------------------------------------------------------------------------- | ------------------------------------------------------------------------- | ----------------------- | ------- |
| Afrique            | Survivor | M-Net                                                                                   | Inconnu                                                                   | 2006                    | 1       |
| Argentine          | Expedición Robinson                                                                                                | Canal 13                                                                                | 10 000 $                                                                  | 2002                    | 2       |
| Australie          | Australian Survivor (en) Celebrity Survivor (en)                                                                   | Nine Network (2002) Seven Network (2006) Network Ten (2016)                             | 500 000 $ 100 000 $ (pour une œuvre de charité pour l'édition célébrités) | 2002, 2016              | 5       |
| Australie          | Australian Survivor (en) Celebrity Survivor (en)                                                                   | Nine Network (2002) Seven Network (2006) Network Ten (2016)                             | 500 000 $ 100 000 $ (pour une œuvre de charité pour l'édition célébrités) | 2006                    | 1       |
| Belgique Pays-Bas  | Expeditie Robinson                                                                                                 | VT4 (2000-2004), KANAALTWEE (2005-) NET 5 (2000-2004), Talpa (2005-2006), RTL 5 (2007-) | 50 000 € (à l'origine 2 000 000 BEF)                                      | 2000 (toujours diffusé) | 10      |
| Brésil             | No Limite | Globo                                                                                   | 300 000 $                                                                 | 2000-2001               | 3       |
| Bulgarie           | Survivor BG (en)                                                                                                   | bTV                                                                                     | 250 000 BGN                                                               | 2006-2009               | 4       |
| Canada ( Québec)   | Survivor Québec | Noovo                                                                                   | 100 000$ CAD                                                              | 2023 (toujours diffusé) | 2       |
| Chili              | Expedición Robinson: La Isla Vip                                                                                   | Canal 13                                                                                |                                                                           | 2006                    | 1       |
| Colombie           | Expedición Robinson (en) La Isla de los FamoS.O.S. (Celebrity Season)                                              | RCN TV                                                                                  | 100 000 000 $                                                             | 2001-2002               | 2       |
| Colombie           | Expedición Robinson (en) La Isla de los FamoS.O.S. (Celebrity Season)                                              | RCN TV                                                                                  | 100 000 000 $                                                             | 2004-2007               | 4       |
| Croatie            | Survivor | HRT                                                                                     |                                                                           | 2005                    | 1       |
| République tchèque | Trosečník | TV Prima                                                                                | 5 000 000 CZK                                                             | 2007                    | 1       |
| Danemark           | Robinson Ekspeditionen                                                                                             | TV3 Danmark                                                                             | 500 000 DKK (à l'origine 1 000 000 DKK)                                   | 1998 (toujours diffusé) | 11      |
| Équateur           | Expedición Robinson                                                                                                | Teleamazonas                                                                            |                                                                           | 2002                    | 1       |
| Estonie            | Ekspeditsioon Robinson                                                                                             | TV3 Estonia                                                                             |                                                                           | 2001-2002               | 2       |
| Finlande           | Suomen Robinson | Nelonen                                                                                 | 100 000 €                                                                 | 2003-2004               | 2       |
| France             | Koh-Lanta | TF1                                                                                     | 100 000 € (500 000 FF en 2001)                                            | 2001 (toujours diffusé) | 27      |
| Géorgie            | GMiri Survivor | Rustavi 2                                                                               |                                                                           | 2007-2008               | 1       |
| Allemagne          | Expedition Robinson (avec l'Autriche) Gestrandet Survivor – Überwinde. Überliste. Überlebe.                        | RTL II (2000-2001) ProSieben                                                            | 250 000 €                                                                 | 2000                    | 1       |
| Allemagne          | Expedition Robinson (avec l'Autriche) Gestrandet Survivor – Überwinde. Überliste. Überlebe.                        | RTL II (2000-2001) ProSieben                                                            | 250 000 €                                                                 | 2001                    | 1       |
| Allemagne          | Expedition Robinson (avec l'Autriche) Gestrandet Survivor – Überwinde. Überliste. Überlebe.                        | RTL II (2000-2001) ProSieben                                                            | 250 000 €                                                                 | 2007                    | 1       |
| Grèce              | Expeditie Robinson Survivor (avec la Turquie)                                                                      | Mega TV                                                                                 |                                                                           | 2003                    | 1       |
| Grèce              | Expeditie Robinson Survivor (avec la Turquie)                                                                      | Mega TV                                                                                 | 2007                                                                      | 1                       |         |
| Hongrie            | Survivor - A Sziget                                                                                                | RTL Klub                                                                                | 10 000 000 Ft et une voiture                                              | 2003-2004               | 2       |
| Israël             | Survivor 10 (en)                                                                                                   | Israël 10                                                                               | 650 000 ₪ et une voiture                                                  | 2007 (toujours diffusé) | 1       |
| Italie             | Survivor Italia L'Isola Dei Famosi (Celebrity Season)                                                              | Canale 5                                                                                | 200 000 €                                                                 | 2001                    | 1       |
| Italie             | Survivor Italia L'Isola Dei Famosi (Celebrity Season)                                                              | Canale 5                                                                                | 200 000 €                                                                 | 2003-2012               | 6       |
| Japon              | Survivor | TBS                                                                                     | 10 000 000 ¥                                                              | 2003                    | 4       |
| Mexique            | La Isla: El Reality                                                                                                | Azteca 7                                                                                | 2 000 000 $                                                               | 2012-2017               | 6       |
| Lettonie           | Robinsonii | TV3 Latvia                                                                              |                                                                           | 2001-2002               | 2       |
| Lituanie           | Expedition Robinson (en)                                                                                           | TV3 Lithuania                                                                           |                                                                           | 2001-2002               | 2       |
| Moyen-Orient       | Survivor | LBC                                                                                     | 1 000 000 SR                                                              | 2005                    | 1       |
| Norvège            | Robinsonekspedisjonen                                                                                              | TV3                                                                                     | 1 000 000 NOK                                                             | 1999 (toujours diffusé) | 8       |
| Pakistan           | Mountain Dew Survivor Pakistan                                                                                     | PTV, TV One, ARY                                                                        | 100 000 US$                                                               | 2006                    | 1       |
| Philippines        | Survivor Philippines                                                                                               | GMA Network                                                                             | 3 000 000 P                                                               | 2008 (toujours diffusé) | 3       |
| Pologne            | Wyprawa Robinson                                                                                                   | TVN                                                                                     | 100 000 PLN                                                               | 2004                    | 1       |
| Portugal           | Survivor | TVI                                                                                     | 10 000 000 Esc                                                            | 2001                    | 1       |
| Russie             | Последний герой (Posledny Geroj, Last Hero)                                                                        | Perviy Kanal (Russia)                                                                   | 1 000 000 RUB                                                             | 2002 (toujours diffusé) | 5       |
| Scandinavie        | Robinson VIP | TV3                                                                                     |                                                                           | 2004                    | 1       |
| Serbie             | Survivor Srbija (en)                                                                                               | Fox televizija                                                                          | 100 000 €                                                                 | 2008 (toujours diffusé) | 3       |
| Afrique du Sud     | Survivor South Africa (en)                                                                                         | M-Net                                                                                   | 1 000 000 R                                                               | 2006 (toujours diffusé) | 2       |
| Espagne            | Supervivientes: Expedición Robinson La Isla de los FamoS.O.S. (Celebrity Season) Supervivientes (Celebrity Season) | Telecinco Antena 3 Telecinco                                                            | 300 000 €                                                                 | 2000-2001               | 2       |
| Espagne            | Supervivientes: Expedición Robinson La Isla de los FamoS.O.S. (Celebrity Season) Supervivientes (Celebrity Season) | Telecinco Antena 3 Telecinco                                                            | 300 000 €                                                                 | 2003-2005               | 4       |
| Espagne            | Supervivientes: Expedición Robinson La Isla de los FamoS.O.S. (Celebrity Season) Supervivientes (Celebrity Season) | Telecinco Antena 3 Telecinco                                                            | 300 000 €                                                                 | 2006-2008               | 3       |
| Suède              | Expedition: Robinson (en)                                                                                          | SVT (1997-2003), TV3 (2004-2005)                                                        |                                                                           | 1997-2005               | 17      |
| Suisse             | Expedition Robinson                                                                                                | TV3                                                                                     |                                                                           | 1999-2000               | 2       |
| Turquie            | Survivor Survivor (avec la Grèce)                                                                                  | Kanal D Show TV                                                                         | 500 000 TL                                                                | 2004 (toujours diffusé) | 5       |
| Royaume-Uni        | Survivor | ITV                                                                                     | 1 000 000 £                                                               | 2001-2002               | 2       |
| États-Unis         | Survivor | CBS                                                                                     | 1 000 000 US$                                                             | 2000 (toujours diffusé) | 40      |
| Venezuela          | Robinson: La Gran Aventura                                                                                         | Venevision                                                                              | 100 000 000 VEB                                                           | 2001-2003               | 2       |